# マーリン

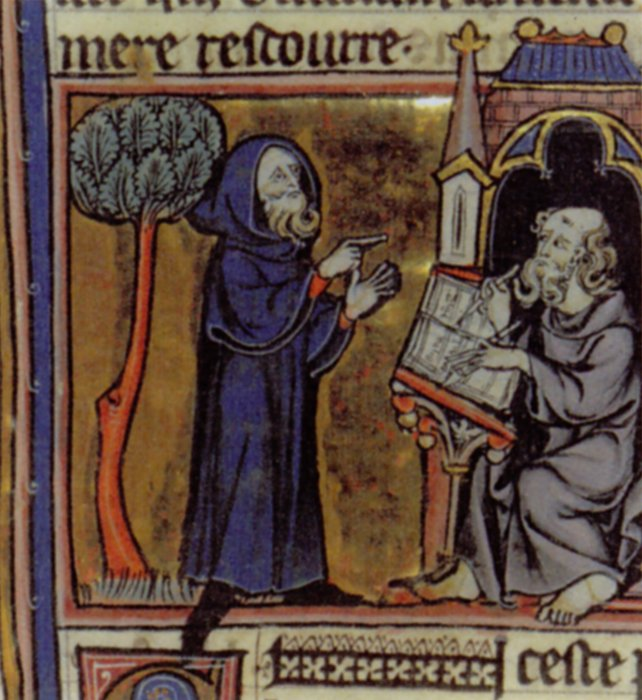
詩を口述筆記させるマーリン、13世紀のフランスの本の挿絵

マーリン（英語: Merlin）は、12世紀の偽史『ブリタニア列王史』に登場する魔術師。
グレートブリテン島の未来について予言を行い、ブリテン王ユーサー・ペンドラゴンを導き、ストーンヘンジを建築した。後の文学作品ではユーサーの子アーサーの助言者としても登場するようになった。アーサー王伝説の登場人物としては比較的新しい創作ではあるものの、15世紀テューダー朝の初代ヘンリー7世が自らをマーリン伝説に言う「予言の子」「赤い竜」と位置付けたため、ブリテンを代表する魔術師と見なされるようになった。

## 名前およびモデル
ラテン語で書かれた『ブリタニア列王史』ではアンブロシウス・メルリヌス（ラテン語: Ambrosius Merlinus）という名で現れる。
これを英語読みするとアンブローズ・マーリンもしくはアンブロジアス・マーリン（英語: Ambrosius Merlin）となる。
ウェールズ語読みではマルジン・エムリス（ウェールズ語: Myrddin Emrys、マルジンがマーリンに、エムリスがアンブローズに対応）となる。
このフルネームはどちらかが姓でどちらかが名という訳ではなく、アンブローズはマーリンの別名で、それを並べただけである。
『ブリタニア列王史』では実在の人物であるかのように描かれるが、現在では著者のジェフリー・オブ・モンマスが、実在のローマ系ブリトン人の将軍アンブロシウス・アウレリアヌスと、半伝説的なウェールズの隠者マルジン・ウィストの物語を組み合わせて作った人物と言われている。マルジンは、発狂して森に暮らすうちに予知能力や戦術を身に付けたと言われる人物である。

## 出生

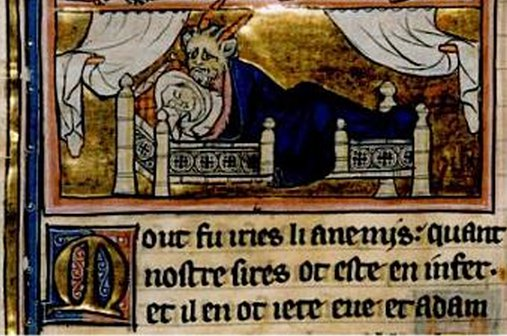
夢魔に犯される女、ド・ボロン『メルラン』13世紀の写本

『ブリタニア列王史』では、ウェールズ南西部の小国ダヴェドの王女が、夢魔（インキュバス）に誘惑されて生んだ子とされている。劇中ではアプレイウスの『ソクラテスの神について』が引かれて、インキュバスとは「地と月の間に住む精霊で、一部は人で一部は天使である種族」と説明されており、夢魔とマーリンは聖なる存在として扱われている。
一方で、1200年前後に書かれたロベール・ド・ボロンの『メルラン』では、夢魔は悪魔として描かれ、その息子であるマーリンは反キリストになるべくして生まれたが、すぐに洗礼を受けたため悪には堕ちなかった、とされている。

## 『マーリンの予言』と赤い竜・白い竜

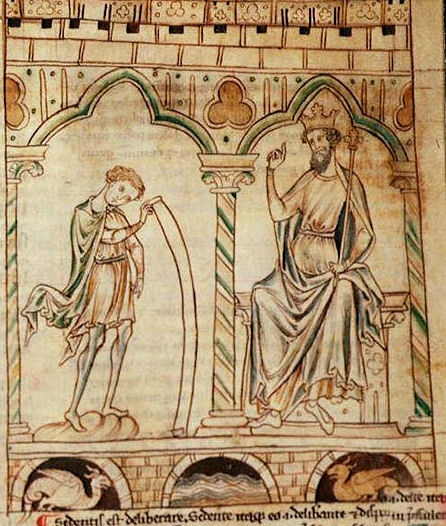
「赤い竜」と「白い竜」の上でヴォーティガーンに予言するマーリン

生まれて後、母は尼僧となり、マーリンは父も知らぬままカーマーゼン（「マーリンの砦」）という街で暮らしていた。ある時、暴君ヴォーティガンが、家臣の魔術師たちに唆されて、新しい塔の人柱とするために「一度も父がいたことがない若者」を連れてくるように部下に命じ、条件に合うマーリンとその母親が連れて来られた。母親の供述と宮廷学者のモーガンティアスによってマーリンの出生が明らかになると、それまで黙っていたマーリンは口を開いて、宮廷魔術師たちを無能であると看破し、新しい塔の建築がうまくいかないのは、人柱がいないからではなく、塔の地盤の下に池があり、その池に穴の空いた二つの石があって、それぞれの石に竜が眠っているからだと予言した。工事をしてみるとはたしてその通りであったので、人々は畏敬の念を抱いた。
なお、この逸話は『カンブリア年代記』ではアンブロシウス・アウレリアヌスのものとされており、ジェフリーはそこから剽窃したものと思われる。
ジェフリーはさらに列王史の7巻をまるごと『マーリンの予言』という予言詩に当てている。ジェフリーは、リンカン司教アレグザンダーらから請われて、ブリトン語（ウェールズ語）からラテン語に「翻訳」したと主張している。しかし、2007年時点で、この詩の原詩と思われるものは、ラテン語でもウェールズ語でも見つかっていない。なお、ウェールズ文化では（およびおそらくコーンウォール文化でも）、政治的な予言詩の作者をマルジン（マーリンのモデルの一人とされる半伝説的人物）に仮託する場合が多かった。
この巻では、ヴォーティガーンの眼の前で、前述の二匹の竜が目覚めて、白い竜と赤い竜が争い、赤い竜が負けて逃げ去る。
王がマーリンに謎解きを求めると、マーリンは涙を流し、白い竜はヴォーティガーンが傭兵として呼び寄せたサクソン人を、赤い竜はブリテン諸国を表すのだと言う。
続けて、目の前の光景のように、白い竜つまりサクソン人がこの島を征服するだろう——しかし、遠い未来、いつの日かきっと赤い竜たるブリトン人が再び立ち上がり、島を解放するだろう、と予言する。この後の予言は解読するのが困難であるが、後述するように王権の正統性の一部をマーリンに求めたテューダー朝では重視された。

## ストーンヘンジの建築

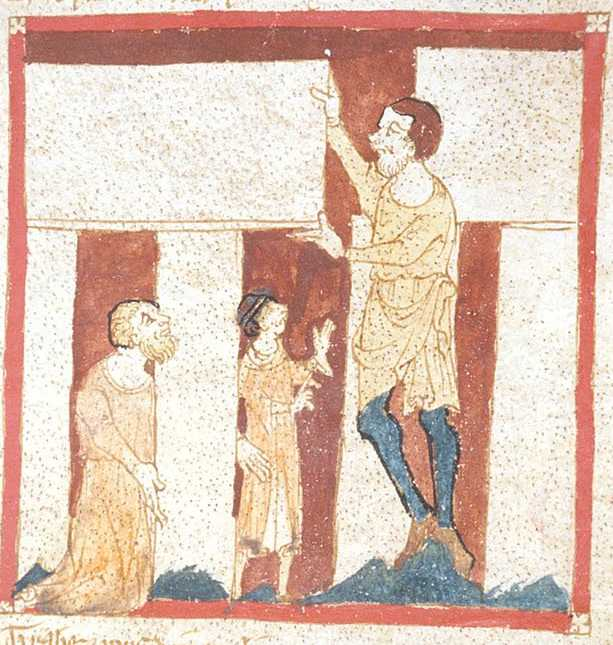
巨人がマーリンを手伝いストーンヘンジを作る図、『ブリュ物語』

予言を終えたマーリンは、ヴォーティガーンの弟である
オーレリアン・アンブローズ（アンブロシウス・アウレリアヌス）とユーサーの軍勢が明日トットネスに上陸し、悪逆を尽くした兄王を誅殺するであろうことを伝えた。
ヴォーティガーンは父コンスタンティン2世と長兄コンスタンスを殺して王位を簒奪したため、下二人の弟はそれを恨みに思っていたのである。
予言の通りオーレリアンが勝利して新たなブリテン王となり、戦勝碑を作ることになった。
素材の候補を選定するために、森の中に隠棲していたマーリンを探しあてると、魔法使いはアイルランドのキララウス山中にある「巨人の舞踏」という巨石を使うのが良い、と言う。
これ聞いた王は初め一笑に付したが、マーリンが重ねて太古の巨人がアフリカからアイルランドに運んだ魔法の石であること、石には治癒の効果があることを説くと、弟ユーサーに一万五千の兵を付けてアイルランドに向かわせた。
ユーサーの遠征中にオーレリアンが毒殺されると、夜空に、二つの光線を吐く竜の形をした星々が現れた。
マーリンに占わせると、兄王が死んだこと、ユーサーは戦に勝利すること、光線のうちガリアに伸びるのは後に生まれる彼の息子（アーサー）がガリアを征服すること、もう一つの弱々しい光は娘（アン）の息子と孫たち（モードレッドとその二人の息子）がブリテンを継ぐことを示すという。
アイルランドに勝利した後、王位に就いたユーサーは、マーリンの予言を思い出して黄金で二つの竜を作り、ペンドラゴンすなわち「竜の頭」と名乗るようになった。
ユーサーはエームズベリーに「巨人の舞踏」を使った巨石建築群を立てて死ぬまでそこで指揮を取り、崩御後もその下に埋葬された。この巨石建築群は後世にストーンヘンジと呼ばれ、オーレリアン、ユーサー、アーサー、コンスタンティン3世の四代のブリテン王のうち、アヴァロンの島に旅立ったアーサーを除く三人が葬られているのだという（ストーンヘンジは紀元前2000年より以前に立てられた建築物であるため、無論歴史的事実ではない）。

## アーサー王に仕える

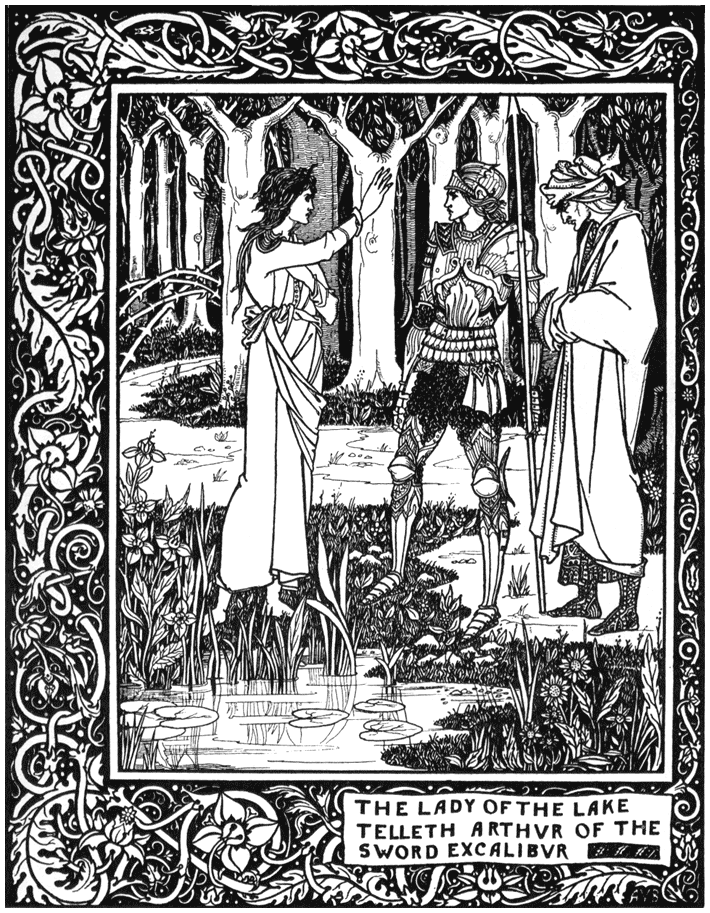
湖の貴婦人ニミュエ（ニニーヴ）がアーサー王とマーリンにエクスカリバーのことを伝える、オーブリー・ビアズリー画

ある時、ユーサーはコーンウォール公ゴルロイスの妃イグレインに一目惚れしてしつこく言い寄り、それが元でコーンウォールと戦争状態になった。
ユーサーは戦争になってもイグレインのことしか考えられなくなったため、マーリンを呼び出し、
魔法の薬で二人はゴルロイスとその従者に化け、イグレインのいるティンタジェル城に侵入して一夜を共に過ごした。
この時イグレインが懐妊したのが後のアーサー王である。
なお、ユーサーがベッドに入るまさにその直前、ユーサーが軍を指揮していないと見破ったゴルロイスはブリテン軍に突撃したものの返り討ちにあって敗死しており、散文『アーサー王の死』では、イグレインは前夫が死んだ三時間以上後にアーサーを身ごもったのだから、アーサーは不義の子ではなく嫡出の王なのだ、とマーリンが他の家臣らに釈明する場面がある。
『ブリタニア列王史』ではマーリンの具体的な登場はここで終わるが、後の章では「マーリンがアーサー王に予言した」という文があるので、引き続きユーサーの息子のアーサー王にも仕えたのだと思われる。
『アーサー王の死』では、アーサー王の治世下では、即位に反対する勢力との戦いに助言して王を勝利に導いたり、王を「湖の貴婦人」の元に導いて聖剣エクスカリバーを授けたりするなどの活躍を見せた。
また、同小説では、やがてアーサーの実子モードレッドが国を滅ぼすことを予言し、
モードレッドを確実に殺すために貴人に産まれた5月1日生まれの子供は全て虐殺するように助言した。この事件のため、多くの貴族から恨まれていた。

## 末路

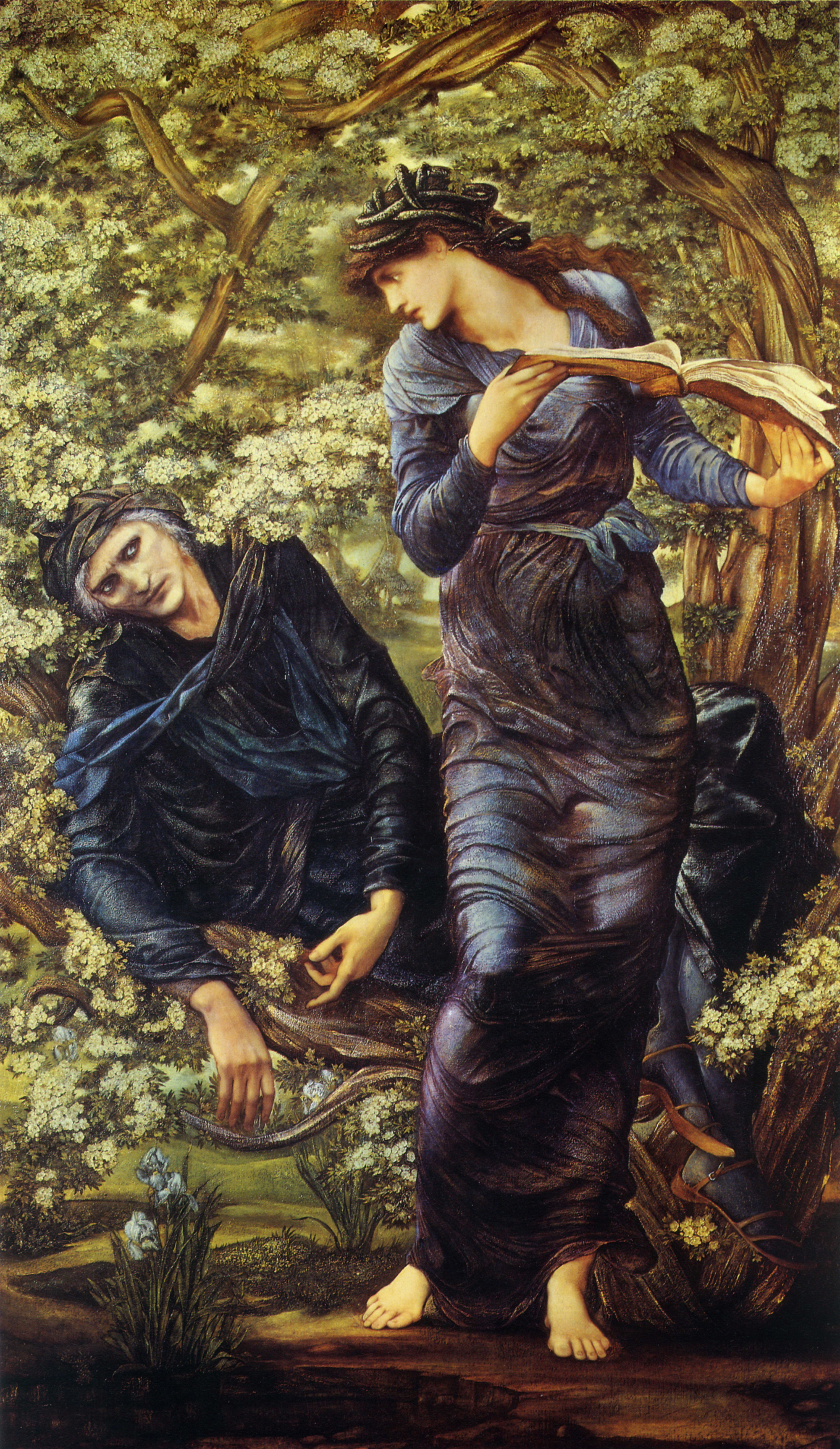
エドワード・バーン＝ジョーンズ『欺かれるマーリン』

『ブリタニア列王史』ではマーリンの恋路や顛末は特に記されていないが、後世の文学ではマーリンは数多くの女性に言い寄る色男とされ、最後にしっぺ返しとして女妖精の一人（湖の貴婦人、湖の乙女）ニミュエ（あるいはニニーヴ、ニヴィアン、ヴィヴィアンとも）に封印されたという。魔法使いと妖精という幻想的なテーマは、特にヴィクトリア朝のラファエル前派や象徴派の画家たちに好んで画題とされた。
『アーサー王の死』（ウィンチェスター写本版）では、アーサー王と妃グィネヴィアの結婚式の後、マーリンは湖の乙女の侍女の一人（別の箇所では侍女ではなく湖の乙女本人とされているので誤訳か）であるニニーヴに夢中になってしまった。ニニーヴはペリノア王が宮廷に連れて帰ってきたのだが、ニニーヴの側でもマーリンの魔術を全て習得したいという欲があり、しばらくは二人で交際していたが、肉体関係はなかった。マーリンは、アーサー王に対して近いうちに自分は生きながら地中に埋められるだろうからと前置きして、国の行く末をあれこれと予言しエクスカリバーとその鞘だけは絶対に護るようにと忠告すると、ニニーヴと一緒に旅に出た。旅の道中も、マーリンは魅了の魔法を使おうとしたりするなど、度々強引に彼女の純潔を奪おうとしたため、ニニーヴはうんざりすると共に、マーリンが悪魔の子なので恐怖も湧いてきたという。
途中、魔法で大きな石の下にはまっている岩があり、マーリンはニニーヴをそこへ案内した。ニニーヴは「まあ不思議、よく見せてください」と誘導してマーリンを石の下に潜り込ませると、どんな魔術を使っても二度と出られないようにし、そのまま立ち去った。
なお、マーリンを生き埋めにしたニニーヴはその後に円卓の騎士の一人ペレアス卿と結婚し、魔術の力で王や円卓の騎士全員を助けている。
ニニーヴはペレアス卿が死ぬまで添い遂げ、アーサー王がカムランの戦いで傷つくと、モーガン・ル・フェイら他二人の貴婦人と共に王をアヴァロンへ導いたという。

## 「予言の子」ヘンリー

ヘンリー7世の紋章、左が「キャドワラダーの赤い竜」

ウェールズ旗「カドワラドルの赤い竜」

現代の創作ではアーサー王の影に隠れて余り目立たないが、ルネサンス期には、最後のブリテン王キャドワラダーの再来を予言した魔術師としても重要であった。
『ブリタニア列王史』によれば、最後の正統なブリテン王キャドワラダーは、戦乱や飢餓、疫病を避けて大陸に渡り、ブルターニュ王の客将となった。数年して落ち着くと、キャドワラダーは艦隊を率いてブリテンに戻ろうとするが、遠征直前に夢のお告げがあり、『マーリンの予言』が成就するその時までブリトン人はブリテンを取り戻すことは決してないという。その代わり、ローマに巡礼して教皇セルギウス1世に拝謁すべきこと、キャドワラダーはローマで客死し聖人となるであろうこと、そしていつの日かブリトン人がキリスト教への信仰心を取り戻し、『マーリンの予言』が成就され、キャドワラダーの聖遺物がローマからブリテンに戻るとき、ブリトン人が再びブリテンを支配することを告げる。
このキャドワラダーのモデルは7世紀のグウィネズ王カドワラドル・アプ・カドワスロンと思われるが、カドワラドルは疫病によりグヴィネズ国内で病死しており、ローマ巡礼の話は同年代のウェセックス王キャドワラとの混同もあると思われる。
15世紀薔薇戦争末期、暗殺を避けてブルターニュに匿われていたヘンリー・テューダーは、赤薔薇をシンボルとするランカスター家の生き残りの最年長ではあったが、血筋としては傍系を女系で引くというだけであるから、王位への正統性はやや疑問視されていた。
ところが、ヘンリーの父方であるテューダー家はウェールズ系の新興貴族であったものの、奇しくもキャドワラダーのモデルの一人であるカドワラドル・アプ・カドワスロンの末裔であった。
そこでヘンリーが眼を付けたのが『ブリタニア列王史』中の『マーリンの予言』である。赤薔薇の旗頭であり、キャドワラダーの子孫である彼にとっては、白薔薇をシンボルとするヨーク家との決戦に向けて、「キャドワラダーの再来たる『赤い』竜がいつか大陸から舞い戻り、『白い』竜からブリテンを解放する」という『予言』は（それがジェフリーの創作であるにせよ）まさに都合の良いものだった。
彼はウェールズ系貴族の助力を得るために、35人以上もの詩人たちに自分が「予言の子」（ウェールズ語: mab darogan）であることを謳わせ、リチャード3世との決戦ボズワースの戦いでは「赤い竜」を軍旗として使用した。
この作戦は功を奏してヘンリーは多くのウェールズの兵を集めることができ、リチャード3世が王自ら突撃して旗手ウィリアム・ブランドン卿を殺した時にも、
ウェールズ系貴族のリース・アプ・マレディズがすぐさま代理旗手となり赤い竜の旗を戦闘終了まで死守したという。
リチャード3世に勝利しヘンリー7世として即位した王は、治世下の初期、ウスターの野外劇で『予言』の申し子として称えられた。
Cadwaladr's blood lineally descending,

Long hath been told of such a prince coming,

Wherefore friends, if that I shall not lie,

The same is the fullfiller of the Prophecy.
キャドワラダーの血の直系、

その様な君子が再来すると古く伝わる。

それゆえ友よ、嘘は付かぬぞ、

まさにその御方こそ、かの予言を体現する者。
ヘンリー7世は実利以上に自らが「予言の子」たることに陶酔していたと言われ、政務で気がめいった時にはよくウェールズの詩人に歌わせて気晴らししていたという。
正妃エリザベスも遠くウェールズ王家の血を引き、二人が夭折した長男に付けた名はアーサーである。
ヘンリー7世は「キャドワラダーの赤い竜」を自らの紋章に刻み、その後この竜はウェールズに逆輸入されて、現在では「カドワラドルの赤い竜」としてウェールズのシンボルになっている。

## その他
写真のレタッチアプリケーションAdobe Photoshopのイースターエッグには、マーリンが隠されている。レイヤーパネルのプルダウンメニューで、option/ Altキーを押しながらパレットオプションを選択すると、小さなダイアログ「マーリンは生きている！（Merlin Lives!）」が表示される。
Adobeのアプリケーションには、このイースターエッグのほか、マーリンが登場するパネルがいくつかある。一例として、Adobe Illustrator CS5.1では、リンクパネルのメニューからパネルオプションを選ぶと、パレットの上に並んだ小さな魔法使いが4人並んだイラストがサムネイル例として表示されている。この魔法使いがマーリンであるとの記載は、パネルオプションにはないが、Photoshopの「マーリンは生きている！」と同じイラストの魔法使いが描かれているのが見てとれる。
Photoshop CCでは削除された模様。